# Kaskeloter
Kaskeloter (Physeteridae) är en familj inom underordningen tandvalar med tre arter i två släkten.

## Kännetecken och levnadssätt
Kaskeloter skiljer sig mycket angående storleken. Medan kaskeloten når en längd omkring 20 meter och en vikt vid 50 ton blir arterna i släktet Kogia bara upp till 3,4 meter långa och 400 kilogram tunga. Gemensamt har alla tre arter ett förstorat huvud som innehåller spermacetiorganet. Synliga tänder finns bara i undre käken. De flesta individerna har ansats till tänder i övre käken men de kommer aldrig ut och en del individer saknar de övre tänderna helt. Kaskeloter har bara en S-formig näsöppning (blåshål) som ligger på huvudets vänstra sida.
Arternas syn är mindre bra utvecklad och det antas att deras ekolokalisering har större betydelse för orienteringen.
Dräktigheten varar mellan nio och femton månader beroende på art. Vanligen föds bara ett ungdjur som dias upp till två år tills ungen helt går över till fast föda. Efter några år blir ungarna könsmogna. Honor, deras kalvar och hannar i övergångsperioden mellan ungdjur och vuxen individ bildar flockar. För släktet Kogia är antalet individer i flocken inte särskilt stort.

## Systematik
Enligt tradition klassificeras kaskeloter som tandvalar. Vissa fylogenetiska undersökningar pekar på att kaskeloter utgör systergruppen till bardvalarna så att de är närmare släkt med dessa. För närvarande är analyserna omstridda (se även rubriken "evolution").
- Släktet Physeter
  - Kaskelot (spermacetival), P. macrocephalus
- Släktet Kogia
  - Pygmékaskelot, K. breviceps
  - Dvärgkaskelot, K. simus

På grund av de stora skillnaderna i storlek, kroppsbyggnad och levnadssätt listas de mindre kaskeloterna ibland i en egen familj, Kogiidae.

## Evolution
De äldsta fossilen av kaskeloter som är kända finns från senare oligocen för ungefär 25 miljoner år sedan. 
De upphittade fossilen pekar på att kaskeloter var mera vanliga under miocen med ursprungliga släkten som Zygophyseter och Naganocetus. Andra utdöda släkten som är relaterad till den stora kaskeloten är Ferecetotherium, Helvicetus, Idiorophus, Diaphorocetus, Aulophyseter, Orycterocetus, Scaldicetus och Placoziphius medan släkten som Kogiopsis, Scaphokogia och Praekogia är närmare släkt med de mindre kaskeloterna. De första egentliga fossilen för släktet Kogia finns från sen miocen för 7 miljoner år sedan.
Att släktena Physeter och Kogia bildar en gemensam familj (eller enligt vissa zoologer en gemensam överfamilj) fastslogs med hjälp av molekylärgenetiska undersökningar av deras mitokondrier. Vid de nämnda forskningarna kom fram att kaskeloternas närmaste släktingar tillhör familjen näbbvalar på ena sidan och bardvalar samt gangesdelfiner på andra sidan.